# 德胜创意园
德胜创意园（Desheng Creative Park）位于广东省佛山市顺德区容桂街道，是中国国家工业设计与创意产业顺德基地园区之一，于2011年6月24日开园。创意园由创意研发区、创业及培训区、创意産品展示区、公共服务区和创意水岸休闲旅游配套区组成。

## 入园企业和机构
- 玩具易(控股)有限公司
- 思路纵横
- 佛山市顺德彼思设计有限公司
- 新建设计国际有限公司
- 佛山市顺德华亚数码制作有限公司
- 炽豆设计顾问有限公司
- 广州美术学院
- 广东外语外贸大学艺术学院
- NK Toys & Entertainment
- FasZion